# Velimir Zajec
Velimir Zajec (Zágráb, 1956. február 12. –) jugoszláv válogatott horvát labdarúgó, hátvéd, középpályás, edző.

## Pályafutása

### Klubcsapatban
A Dinamo Zagreb korosztályos csapatában kezdte a labdarúgást. 1974-ben mutatkozott be az első csapatban, ahol egy jugoszláv bajnoki címet és két kupagyőzelmet ért el. 1979-ben az év jugoszláv labdarúgójának választották. 1984 és 1988 között a görög Panathinaikósz labdarúgója volt. Az athéni csapattal egy bajnokságot és két görög kupagyőzelmet szerzett.

### A válogatottban
1977 és 1985 között 36 alkalommal szerepelt a jugoszláv válogatottban és egy gólt szerzett. Tagja volt 1982-es spanyolországi világbajnokságon és az 1984-es franciaországi Európa-bajnokságon részt vevő csapatnak.

### Edzőként
1996–97-ben a görög Panathinaikósz, 1998–99-ben a Dinamo Zagreb, 2004–05-ben az angol Portsmouth FC, 2010-ben ismét a Dinamo Zagreb vezetőedzője volt.

## Sikerei, díjai
- Az év jugoszláv labdarúgója (1979)

 Dinamo Zagreb
- Jugoszláv bajnokság
  - bajnok: 1981–82
- Jugoszláv kupa
  - győztes: 1980, 1983

 Panathinaikósz
- Görög bajnokság
  - bajnok: 1985–86
- Görög kupa
  - győztes: 1986, 1988